# Deming (Nuovo Messico)
Deming è una città della contea di Luna nel Nuovo Messico, negli Stati Uniti, a 60 miglia (97 chilometri) a ovest di Las Cruces e trentatré miglia a nord del confine messicano. La popolazione era di 14 855 abitanti secondo il censimento del 2010. Deming è il capoluogo e principale comunità della contea di Luna.

## Geografia fisica
Secondo l'Ufficio del censimento degli Stati Uniti, ha una superficie totale di 16,24 mi² (42,06 km²).

## Storia
La città, fondata nel 1881 e incorporata nel 1902, fu un importante porto di entrata al confine tra gli Stati Uniti e il Messico fino all'Acquisto Gadsden del 1853. Un soprannome fu dato alla città al momento della sua fondazione, "nuova Chicago". Ci si aspettava che con l'impennata dell'uso della ferrovia, la città sarebbe cresciuta drasticamente e avrebbe assomigliato a Chicago, nell'Illinois.
Deming prende il nome da Mary Ann Deming Crocker, moglie di Charles Crocker, uno dei Big Four dell'industria ferroviaria. Il Silver Spike fu guidato qui nel 1881 per commemorare l'incontro della Southern Pacific con la Atchison, Topeka & Santa Fe. Questa era la seconda ferrovia transcontinentale da completare negli Stati Uniti.
Ci sono numerosi antichi siti nativi americani intorno a Deming. Le culture Mimbres e Casas Grandes hanno prodotto ceramiche di notevole qualità e l'area di Deming è ricca di manufatti in ceramica autoctona, così come perline, strumenti in pietra, sculture in pietra, tombe, ecc. I manufatti sono ora esposti in più musei.

## Società

### Evoluzione demografica
Secondo il censimento del 2010, la popolazione era di 14 855 abitanti.

### Etnie
Secondo il censimento del 2010, la composizione etnica della città era formata dal 76,6% di bianchi, l'1,5% di afroamericani, l'1,3% di nativi americani, lo 0,6% di asiatici, lo 0,1% di oceanici, il 17,2% di altre razze, e il 2,6% di due o più razze. Ispanici o latinos di qualunque razza erano il 68,6% della popolazione.